# Acanthoscurria chacoana
Acanthoscurria chacoana är en spindelart som beskrevs av Brethes 1909. Acanthoscurria chacoana ingår i släktet Acanthoscurria och familjen fågelspindlar. Inga underarter finns listade i Catalogue of Life.